# کیورن
شهر کیورن (به فرانسوی: Quiévrain) در شهرستان من  در استان انو  در منطقه فدرال والوون در کشور بلژیک واقع شده‌است.